# Arsenal Football Club 2008-2009
La stagione 2008-2009 dell'Arsenal è stata la 17ª consecutiva del club in Premier League. Questo articolo riporta le statistiche dei giocatori e della squadra durante tale stagione.

## Stagione

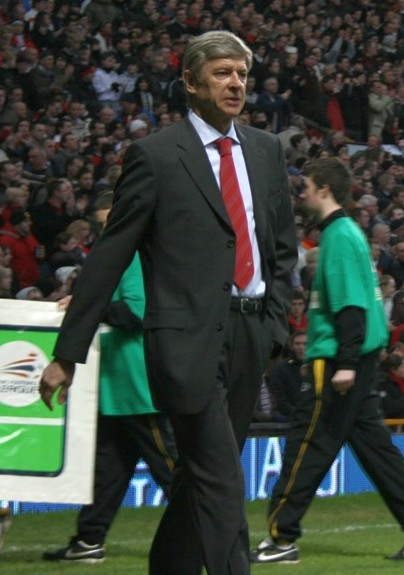
Per Arsène Wenger, quella 2008-09 è stata la 13ª stagione sulla panchina dei gunners.

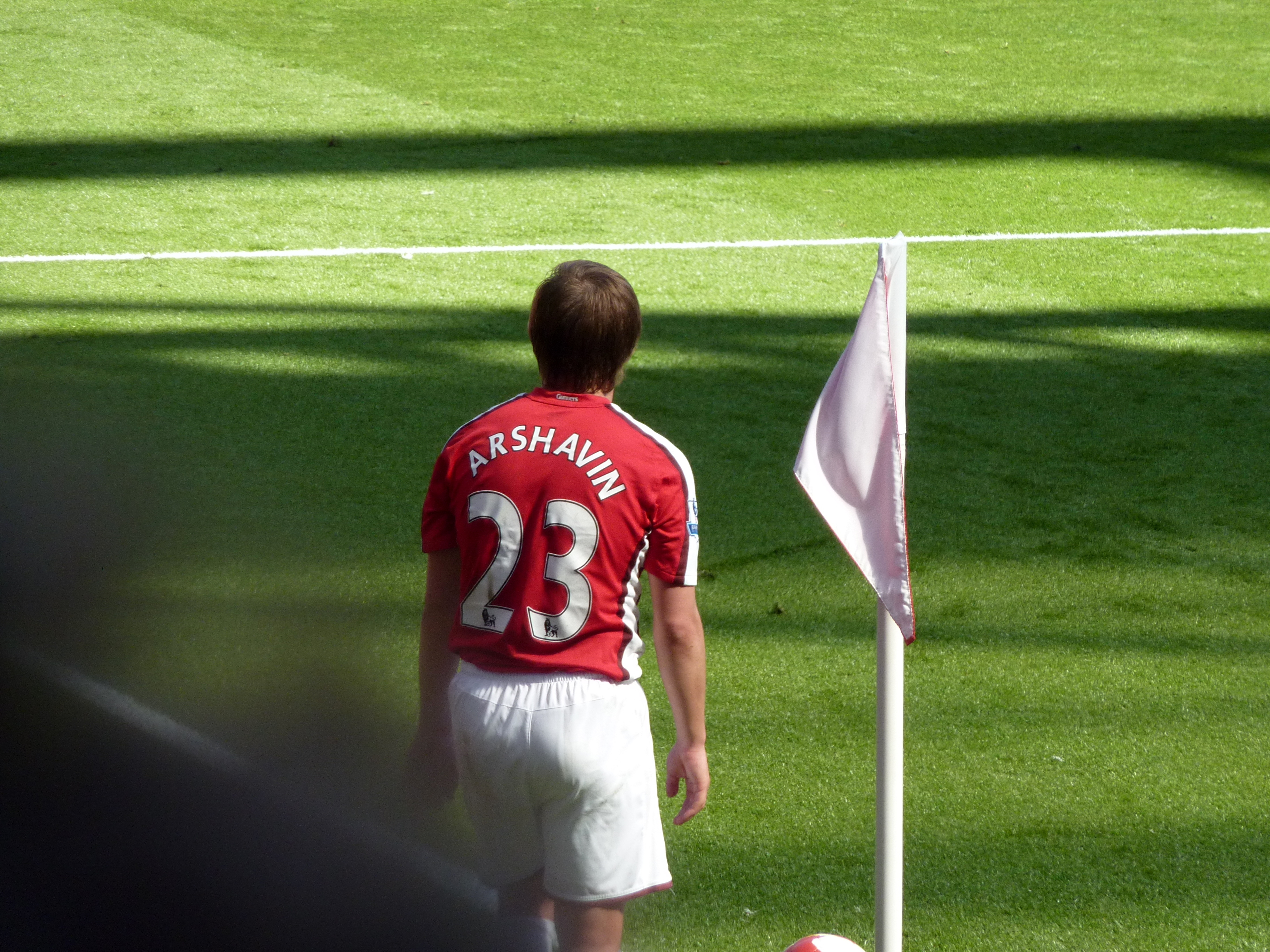
Arshavin prima di battere un calcio d'angolo.

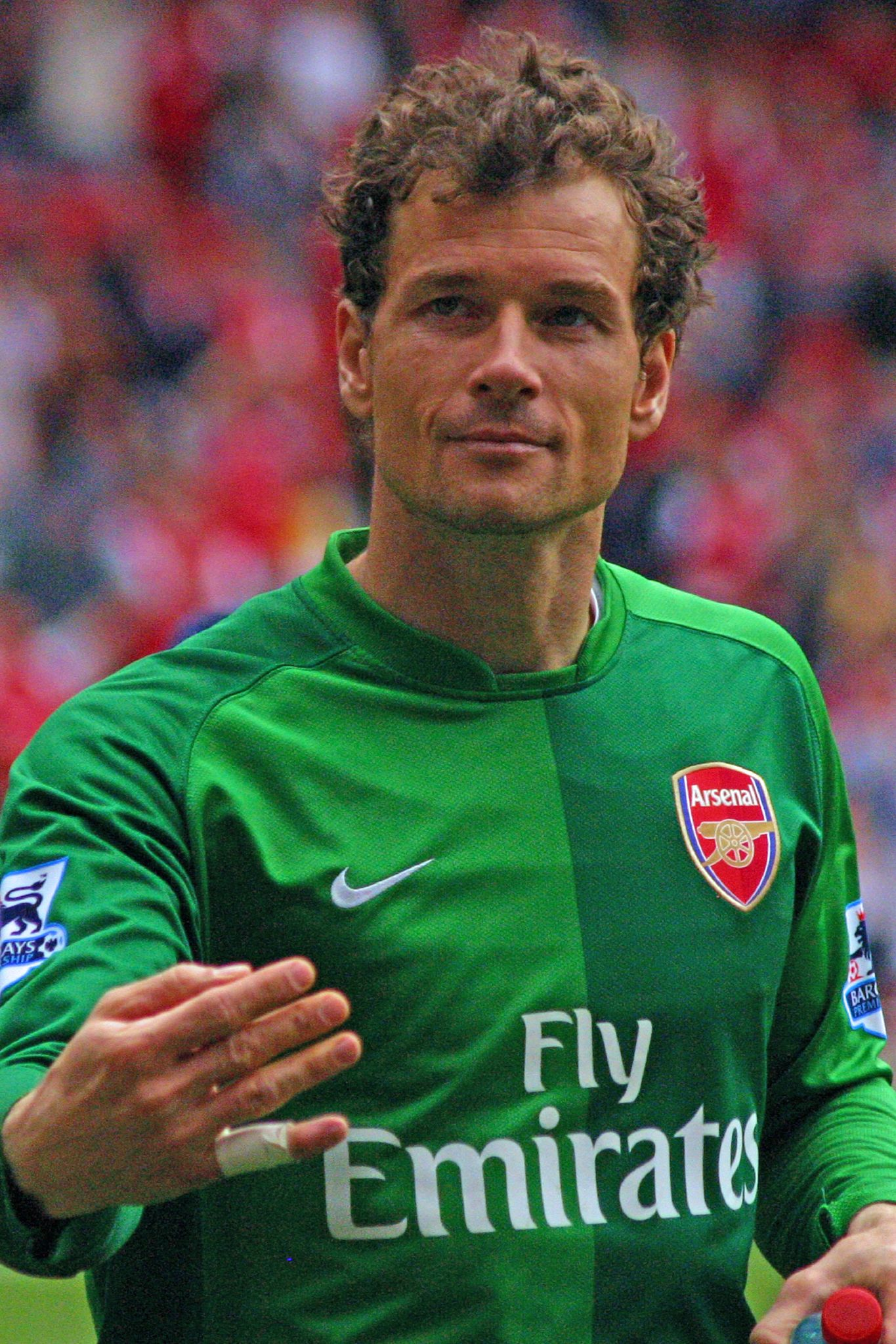
Il portiere Jens Lehmann lascia l'Arsenal dopo 5 anni e 199 presenze.

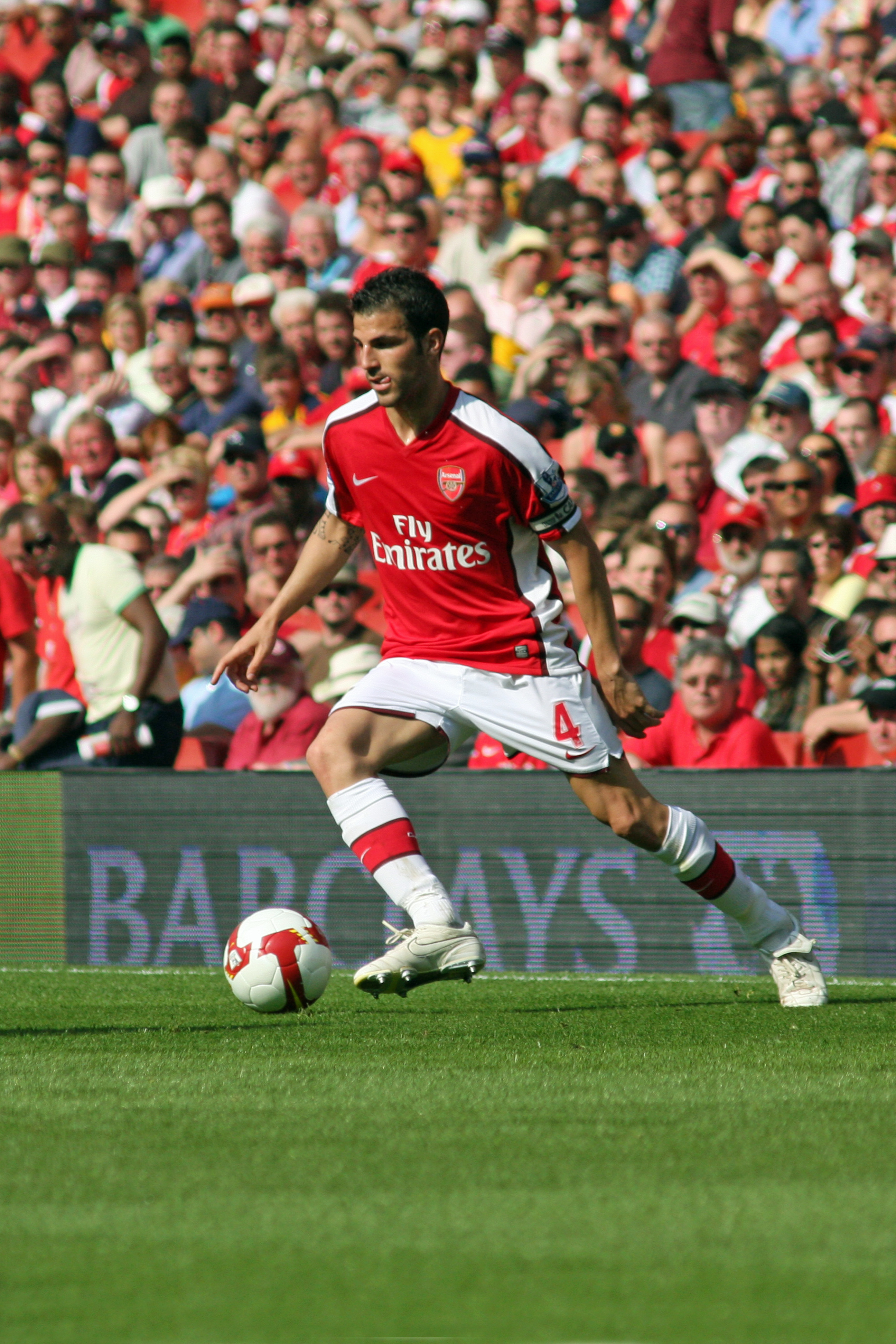
Cesc Fàbregas, capitano dell'Arsenal.

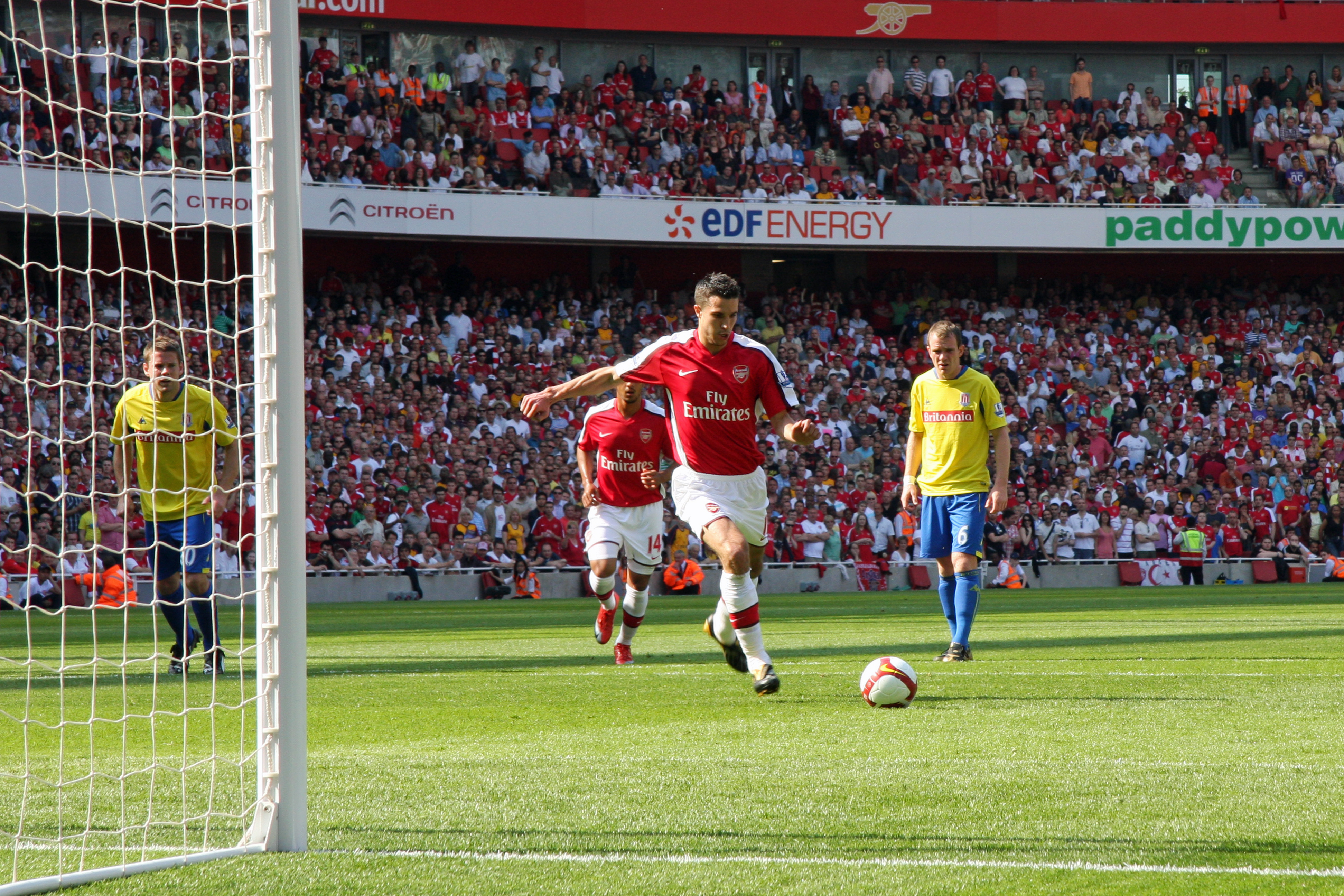
Robin van Persie mentre sta per battere un rigore in Arsenal-Stoke del 24 maggio.

Il calciomercato in questa stagione si apre già a maggio con la partenza del centrocampista Mathieu Flamini, che trova l'accordo per un contratto quadriennale con il Milan, lasciando l'Arsenal il 1º luglio, alla scadenza del suo contratto. Il 23 maggio il fisioterapista Neal Reynolds passa nelle file dell'Arsenal dal Norwich City. Il 28 maggio arriva, dopo circa 3 anni di attesa, il permesso di lavoro per il rientro del messicano Carlos Vela, che aveva giocato la stagione precedente in prestito all'Osasuna. Il mercato entra però nel vivo il 3 giugno, quando il portiere Jens Lehmann si trasferisce a parametro zero ai tedeschi dello Stoccarda. Successivamente il difensore Bacary Sagna e il centrocampista difensivo Alexandre Song firmano un prolungamento di contratto, rispettivamente il 4 e il 9 di giugno. Sempre il 9 giugno il fisioterapista Gary Lewin lascia l'Arsenal per diventare, a partire dal 1º agosto, capo della sezione Fisioterapia della nazionale inglese. Il 13 giugno il centrocampista Aaron Ramsey firma per il prestito al Cardiff City. Un altro prolungamento contrattuale viene siglato il 20 giugno, quando il difensore Gaël Clichy rinnova il proprio contratto. L'11 luglio il trequartista Samir Nasri passa all'Arsenal dall'Olympique Marsiglia. Il 16 luglio il trequartista Alexander Hleb si trasferisce al Barcellona. Il 17 luglio il centrocampista difensivo Gilberto Silva si trasferisce al Panathīnaïkos. Partiti due centrocampisti, il 30 luglio l'Arsenal acquista il centrocampista Amaury Bischoff dal Werder Brema. 9 agosto: Dopo aver pareggiato 1-1 contro il Siviglia, l'Arsenal vince il Torneo di Amsterdam. Il 13 agosto comincia l'avventura europea con la vittoria sul Twente nell'andata dei preliminari di Champions League. Il 16 agosto il difensore Justin Hoyte si trasferisce al Middlesbrough. Il 18 agosto prolunga il contratto anche l'attaccante Emmanuel Adebayor. Il 20 agosto viene acquaistato il difensore Mikaël Silvestre dal Manchester Utd.; è il primo giocatore dei red devils a passare ai gunners dal 1974 (Brian Kidd) Il 23 agosto l'Arsenal subisce la sua prima sconfitta stagionale, perdendo per 1-0 contro il Fulham con gol di Hangeland. Il 27 agosto, vincendo per 4-0 nel ritorno dei preliminari di Champions contro il Twente, l'Arsenal si qualifica per la successiva fase a gironi. Il 1º settembre il difensore Kieran Gibbs prolunga il proprio contratto. Anche il 22 settembre c'è un'estensione contrattuale, quella del difensore Johan Djourou. Il 21 novembre SKY Sport News e la BBC annunciano che William Gallas è stato privato della sua fascia di capitano dell'Arsenal a causa di una lite con altri giocatori, ma il club non commenta la notizia. Il 24 novembre Arsène Wenger annuncia che Cesc Fàbregas è il nuovo capitano dell'Arsenal, confermando così le voci su Gallas. Dal 23 dicembre il neo-capitano Fabregas è costretto a star via dai campi per 4 mesi a causa di un infortunio ai legamenti dovuto a uno scontro di gioco con Xabi Alonso, durante Arsenal-Liverpool 1-1. Il 5 gennaio il centrocampista Jack Wilshere firma il suo primo contratto professionistico con l'Arsenal. Il 3 febbraio, dopo alcune trattative, l'Arsenal annuncia l'ingaggio dei Andrej Aršavin dallo Zenit San Pietroburgo per una cifra non rivelata. L'8 febbraio è il giorno del ritorno al calcio di Eduardo, 350 giorni dopo il suo gravissimo infortunio: l'attaccante viene convocato per Arsenal-Tottenham 0-0, partita che guarda però dalla panchina. Il 16 febbraio Eduardo parte titolare nel replay di FA Cup del quarto turno contro il Cardiff City, segnando due gol e venendo sostituito al 67º minuto. L'11 marzo, dopo aver pareggiato per 1-1 sia all'andata che al ritorno, l'Arsenal batte la Roma ai calci di rigore 7-6 e accede ai quarti di finale di Champions League. Il 14 marzo Arshavin segna il suo primo gol con la maglia dei gunners, nel 4-0 vittorioso contro il Blackburn. Il 18 aprile, anche a causa di molti infortuni in difesa, l'Arsenal è eliminato dalla FA Cup a causa del 2-1 patito contro il Chelsea a Wembley, durante le semifinali. Il 21 aprile il pareggio per 4-4 contro il Liverpool ad Anfield Road, che costringe i reds  a rinunciare al titolo, vedere Arshavin segnare un poker. Il 5 maggio, dopo il 4-1 totale subito dai campioni in carica del Manchester Utd, l'Arsenal esce dalla Champions League. L'8 maggio, giorno che vede il prolungamento del contratto dell'attaccante Theo Walcott, Nicklas Bendtner viene multato per "comportamento inaccettabile" dopo una rissa in un night-club dopo la gara di Champions contro lo United; poco dopo, la punta danese si scusa per il suo gesto.

## Maglie e sponsor
Per il 14º anno consecutivo, lo sponsor tecnico dell'Arsenal è Nike, mentre, per il 3º anno di fila, il principale sponsor sulle divise è Fly Emirates.
| Casa | Trasferta | Terza |

## Organigramma societario
Staff tecnico
- Manager: Arsène Wenger
- Assistente: Pat Rice
- Vice-allenatore: Boro Primorac
- Allenatore dei portieri: Gerry Peyton
- Fisioterapista:  Colin Lewin
- Preparatore atletico:  Tony Colbert
- Capo degli osservatori:  Steve Rowley

## Rosa
| N. |                           | Ruolo | Calciatore               |
| -- | ------------------------- | ----- | ------------------------ |
| 1  | Spagna (bandiera)         | P     | Manuel Almunia           |
| 2  | Francia (bandiera)        | C     | Abou Diaby               |
| 3  | Francia (bandiera)        | D     | Bacary Sagna             |
| 4  | Spagna (bandiera)         | C     | Cesc Fàbregas (Capitano) |
| 5  | Costa d'Avorio (bandiera) | D     | Kolo Touré               |
| 7  | Rep. Ceca (bandiera)      | C     | Tomáš Rosický            |
| 8  | Francia (bandiera)        | C     | Samir Nasri              |
| 9  | Croazia (bandiera)        | A     | Eduardo                  |
| 10 | Francia (bandiera)        | D     | William Gallas           |
| 11 | Paesi Bassi (bandiera)    | A     | Robin van Persie         |
| 12 | Messico (bandiera)        | A     | Carlos Vela              |
| 14 | Inghilterra (bandiera)    | A     | Theo Walcott             |
| 15 | Brasile (bandiera)        | C     | Denílson                 |
| 16 | Galles (bandiera)         | C     | Aaron Ramsey             |
| 17 | Camerun (bandiera)        | C     | Alexandre Song           |
| 18 | Francia (bandiera)        | D     | Mikaël Silvestre         |
| 19 | Inghilterra (bandiera)    | C     | Jack Wilshere            |
| 20 | Svizzera (bandiera)       | D     | Johan Djourou            |

| N. |                           | Ruolo | Calciatore        |
| -- | ------------------------- | ----- | ----------------- |
| 21 | Polonia (bandiera)        | P     | Łukasz Fabiański  |
| 22 | Francia (bandiera)        | D     | Gaël Clichy       |
| 23 | Russia (bandiera)         | A     | Andrej Aršavin    |
| 24 | Italia (bandiera)         | P     | Vito Mannone      |
| 25 | Togo (bandiera)           | A     | Emmanuel Adebayor |
| 26 | Danimarca (bandiera)      | A     | Nicklas Bendtner  |
| 27 | Costa d'Avorio (bandiera) | D     | Emmanuel Eboué    |
| 28 | Portogallo (bandiera)     | C     | Amaury Bischoff   |
| 35 | Francia (bandiera)        | C     | Francis Coquelin  |
| 39 | Portogallo (bandiera)     | D     | Rui Fonte         |
| 40 | Inghilterra (bandiera)    | D     | Kieran Gibbs      |
| 41 | Inghilterra (bandiera)    | D     | Gavin Hoyte       |
| 42 | Inghilterra (bandiera)    | C     | Henri Lansbury    |
| 43 | Spagna (bandiera)         | C     | Fran Mérida       |
| 47 | Inghilterra (bandiera)    | C     | Mark Randall      |
| 49 | Inghilterra (bandiera)    | D     | Paul Rodgers      |
| 50 | Inghilterra (bandiera)    | A     | Jay Simpson       |

## Calciomercato

### Sessione estiva
| Acquisti | Acquisti         | Acquisti            | Acquisti                    |
| R.       | Nome             | da                  | Modalità                    |
| -------- | ---------------- | ------------------- | --------------------------- |
| C        | Samir Nasri      | Olympique Marsiglia | definitivo (13,6 milioni €) |
| A        | Carlos Vela      | Osasuna             | fine prestito               |
| C        | Aaron Ramsey     | Cardiff City        | definitivo (5,4 milioni €)  |
| D        | Mikaël Silvestre | Manchester Utd      | definitivo (0,85 milioni €) |
| A        | Amaury Bischoff  | Werder Brema        | svincolato                  |

| Cessioni         | Cessioni          | Cessioni       | Cessioni                    |
| R.               | Nome              | a              | Modalità                    |
| ---------------- | ----------------- | -------------- | --------------------------- |
| P                | Jens Lehmann      | Stoccarda      | svincolato                  |
| D                | Philippe Senderos | Milan          | prestito                    |
| C                | Aljaksandr Hleb   | Barcellona     | definitivo (13,5 milioni €) |
| C                | Mathieu Flamini   | Milan          | svincolato                  |
| C                | Gilberto Silva    | Panathīnaïkos  | definitivo (1,1 milioni €)  |
| D                | Armand Traoré     | Portsmouth     | prestito                    |
| A                | Justin Hoyte      | Middlesbrough  | definitivo (3,4 milioni €)  |
| Altre operazioni |                   |                |                             |
| R.               | Nome              | a              | Modalità                    |
| D                | Kerrea Gilbert    | Leicester City | prestito                    |

### Sessione invernale
| Acquisti | Acquisti       | Acquisti              | Acquisti                  |
| R.       | Nome           | da                    | Modalità                  |
| -------- | -------------- | --------------------- | ------------------------- |
| A        | Andrej Aršavin | Zenit San Pietroburgo | definitivo (17 milioni €) |

| Cessioni | Cessioni    | Cessioni      | Cessioni |
| R.       | Nome        | a             | Modalità |
| -------- | ----------- | ------------- | -------- |
| A        | Jay Simpson | West Bromwich | prestito |

## Risultati

### Premier League
| Arbitro: | Howard Webb |

|          |           |  |
| Nasri 4’ | Marcatori |  |

| Arbitro: | Martin Atkinson |

|               |           |  |
| Hangeland 21’ | Marcatori |  |

| Arbitro: | Rob Styles |

|                                         |           |  |
| van Persie 18’ (rig.), 41’ Denílson 59’ | Marcatori |  |

| Arbitro: | Mike Dean |

|  |           |                                                 |
|  | Marcatori | 8’ van Persie 45+1’, 81’ (rig.), 90+2’ Adebayor |

| Arbitro: | Steve Bennett |

|            |           |                                     |
| Davies 14’ | Marcatori | 26’ Eboué 27’ Bendtner 87’ Denílson |

| Arbitro: | Alan Wiley |

|                    |           |                         |
| McShane 50’ (aut.) | Marcatori | 62’ Geovanni 66’ Cousin |

| Arbitro: | Lee Mason |

|                |           |                |
| Leadbitter 86’ | Marcatori | 90+3’ Fàbregas |

| Arbitro: | Peter Walton |

|                                      |           |          |
| Nasri 48’ van Persie 70’ Walcott 90’ | Marcatori | 9’ Osman |

| Arbitro: | Phil Dowd |

|  |           |                                   |
|  | Marcatori | 75’ (aut.) Faubert 90+1’ Adebayor |

| Arbitro: | Martin Atkinson |

|                                                      |           |                                             |
| Silvestre 37’ Gallas 46’ Adebayor 64’ van Persie 68’ | Marcatori | 13’ Bentley 67’ Bent 89’ Jenas 90+4’ Lennon |

| Arbitro: | Rob Styles |

|                           |           |              |
| Fuller 11’ Olofinjana 73’ | Marcatori | 90+4’ Clichy |

| Arbitro: | Howard Webb |

|                |           |            |
| Nasri 22’, 48’ | Marcatori | 90’ Rafael |

| Arbitro: | Mike Riley |

|  |           |                                  |
|  | Marcatori | 70’ (aut.) Clichy 80’ Agbonlahor |

| Arbitro: | Alan Wiley |

|                                                  |           |  |
| Ireland 45+2’ Robinho 56’ Sturridge 90+2’ (rig.) | Marcatori |  |

| Arbitro: | Mike Dean |

|                    |           |                     |
| Djourou 31’ (aut.) | Marcatori | 59’, 62’ van Persie |

| Arbitro: | Steve Bennett |

|              |           |  |
| Adebayor 16’ | Marcatori |  |

| Arbitro: | Peter Walton |

|               |           |              |
| Aliadière 29’ | Marcatori | 17’ Adebayor |

| Arbitro: | Howard Webb |

|                |           |           |
| van Persie 24’ | Marcatori | 42’ Keane |

| Arbitro: | Lee Mason |

|                               |           |                        |
| Barry 65’ (rig.) Knight 90+1’ | Marcatori | 40’ Denílson 49’ Diaby |

| Arbitro: | Alan Wiley |

|            |           |  |
| Gallas 81’ | Marcatori |  |

| Arbitro: | Chris Foy |

|              |           |  |
| Bendtner 84’ | Marcatori |  |

| Arbitro: | Alan Wiley |

|            |           |                                     |
| Cousin 65’ | Marcatori | 30’ Adebayor 82’ Nasri 86’ Bendtner |

| Arbitro: | Andre Marriner |

|            |           |                  |
| Cahill 61’ | Marcatori | 90+2’ van Persie |

| Londra 31 gennaio 2009, ore 15:00 UTC+0 24ª giornata | Arsenal       | 0 – 0 referto | West Ham United | Emirates Stadium (60.109 spett.)\| Arbitro: \| Steve Bennett \| |
| Arbitro:                                             | Steve Bennett |               |                 |                                                                 |

| Londra 8 febbraio 2009, ore 13:30 UTC+0 25ª giornata | Tottenham | 0 – 0 referto | Arsenal | White Hart Lane (36.021 spett.)\| Arbitro: \| Mike Dean \| |
| Arbitro:                                             | Mike Dean |               |         |                                                            |

| Londra 21 febbraio 2009, ore 15:00 UTC+0 26ª giornata | Arsenal    | 0 – 0 referto | Sunderland | Emirates Stadium (60.104 spett.)\| Arbitro: \| Alan Wiley \| |
| Arbitro:                                              | Alan Wiley |               |            |                                                              |

| Londra 28 febbraio 2009, ore 15:00 UTC+0 27ª giornata | Arsenal      | 0 – 0 referto | Fulham | Emirates Stadium (60.102 spett.)\| Arbitro: \| Peter Walton \| |
| Arbitro:                                              | Peter Walton |               |        |                                                                |

| Arbitro: | Steve Tanner |

|          |           |                            |
| Brunt 7’ | Marcatori | 4’, 44’ Bendtner 38’ Tourè |

| Arbitro: | Phil Dowd |

|                                                     |           |  |
| Ooijer 2’ (aut.) Arshavin 65’ Eboué 87’, 90’ (rig.) | Marcatori |  |

| Arbitro: | Mark Halsey |

|             |           |                                  |
| Martins 58’ | Marcatori | 57’ Bendtner 64’ Diaby 67’ Nasri |

| Arbitro: | Andre Marriner |

|                  |           |  |
| Adebayor 8’, 49’ | Marcatori |  |

| Arbitro: | Alan Wiley |

|          |           |                                                   |
| Mido 18’ | Marcatori | 61’ Walcott 71’ Silvestre 90’ Arshavin 90+1’ Song |

| Arbitro: | Howard Webb |

|                                   |           |                             |
| Torres 49’, 72’ Benayoun 56’, 90’ | Marcatori | 36’, 67’, 70’, 90’ Arshavin |

| Arbitro: | Chris Foy |

|                   |           |  |
| Fàbregas 26’, 67’ | Marcatori |  |

| Arbitro: | Lee Mason |

|  |           |                                   |
|  | Marcatori | 13’, 41’ (rig.) Bendtner 56’ Vela |

| Arbitro: | Phil Dowd |

|              |           |                                                  |
| Bendtner 70’ | Marcatori | 28’ Alex 39’ Anelka 49’ (aut.) Tourè 86’ Malouda |

| Manchester 16 maggio 2009, ore 12:45 UTC+0 37ª giornata | Manchester Utd | 0 – 0 referto | Arsenal | Old Trafford (75.468 spett.)\| Arbitro: \| Mike Dean \| |
| Arbitro:                                                | Mike Dean      |               |         |                                                         |

| Arbitro: | Martin Atkinson |

|                                                         |           |                   |
| Beattie 10’ (aut.) van Persie 16’ (rig.), 41’ Diaby 18’ | Marcatori | 31’ (rig.) Fuller |

### FA Cup
| Arbitro: | Mike Jones |

|                                     |           |            |
| van Persie 46’, 84’ Gray 50’ (aut.) | Marcatori | 51’ Duguid |

| Cardiff 24 gennaio 2009, ore 13:30 UTC+0 4º turno | Cardiff City    | 0 – 0 referto | Arsenal | Ninian Park (20.079 spett.)\| Arbitro: \| Martin Atkinson \| |
| Arbitro:                                          | Martin Atkinson |               |         |                                                              |

| Arbitro: | Mark Halsey |

|                                                     |           |  |
| Eduardo 20’, 60’ (rig.) Bendtner 34’ van Persie 89’ | Marcatori |  |

| Arbitro: | Mike Riley |

|                           |           |            |
| van Persie 74’ Gallas 84’ | Marcatori | 12’ Barmby |

| Arbitro: | Martin Atkinson |

|             |           |                        |
| Walcott 18’ | Marcatori | 33’ Malouda 84’ Drogba |

### Football League Cup
| Arbitro: | Phil Dowd |

|                                                   |           |  |
| Bendtner 31’, 42’ Vela 44’, 49’, 86’ Wilshere 57’ | Marcatori |  |

| Arbitro: | Steve Tanner |

|                           |           |  |
| Simpson 42’, 66’ Vela 70’ | Marcatori |  |

| Arbitro: | Andre Marriner |

|                  |           |  |
| 6’, 57’ McDonald | Marcatori |  |

### UEFA Champions League

#### Preliminari
| Arbitro: | Alberto Undiano Mallenco |

|  |           |                         |
|  | Marcatori | 63’ Gallas 83’ Adebayor |

| Arbitro: | Terje Hauge |

|                                               |           |  |
| Nasri 27’ Gallas 52’ Walcott 66’ Bendtner 89’ | Marcatori |  |

#### Fase a gironi
| Arbitro: | Luis Medina Cantalejo |

|                     |           |            |
| Bangoura 64’ (rig.) | Marcatori | 88’ Gallas |

| Arbitro: | Herbert Fandel |

|                                              |           |  |
| van Persie 31’, 48’ Adebayor 40’, 71’ (rig.) | Marcatori |  |

| Arbitro: | Peter Fröjdfeldt |

|                                |           |                                                          |
| Silvestre 19’ (aut.) Güiza 78’ | Marcatori | 10’ Adebayor 11’ Walcott 22’ Diaby 49’ Song 90+4’ Ramsey |

| Londra 5 novembre 2008, ore 20:45 UTC+1 4ª giornata | Arsenal         | 0 – 0 referto | Fenerbahçe | Emirates Stadium (60.003 spett.)\| Arbitro: \| Roberto Rosetti \| |
| Arbitro:                                            | Roberto Rosetti |               |            |                                                                   |

| Arbitro: | Alain Hamer |

|              |           |  |
| Bendtner 87’ | Marcatori |  |

| Arbitro: | Kyros Vassaras |

|                                    |           |  |
| Bruno Alves 39’ Lisandro López 54’ | Marcatori |  |

#### Fase a eliminazione diretta
| Arbitro: | Claus Bo Larsen |

|                       |           |  |
| van Persie 37’ (rig.) | Marcatori |  |

| Arbitro: | Manuel Mejuto González |

|                                                                              |                      |                                                                            |
| Juan 9’                                                                      | Marcatori            |                                                                            |
| Pizarro Vučinić Júlio Baptista Montella Totti --- Aquilani Riise Max Tonetto | Tiri di rigore 6 – 7 | Eduardo van Persie Theo Walcott Samir Nasri Denílson --- Tourè Sagna Diaby |

| Arbitro: | Tom Henning Øvrebø |

|           |           |              |
| Senna 10’ | Marcatori | 66’ Adebayor |

| Arbitro: | Wolfgang Stark |

|                                                |           |  |
| Walcott 10’ Adebayor 60’ van Persie 69’ (rig.) | Marcatori |  |

| Arbitro: | Claus Bo Larsen |

|            |           |  |
| O'Shea 17’ | Marcatori |  |

| Arbitro: | Roberto Rosetti |

|                       |           |                                     |
| van Persie 76’ (rig.) | Marcatori | 8’ Park Ji-sung 11’, 61’ C. Ronaldo |

## Statistiche

### Statistiche di squadra
| Competizione     | Punti | In casa | In casa | In casa | In casa | In casa | In casa | In trasferta | In trasferta | In trasferta | In trasferta | In trasferta | In trasferta | Totale | Totale | Totale | Totale | Totale | Totale | DR  |
| Competizione     | Punti | G       | V       | N       | P       | Gf      | Gs      | G            | V            | N            | P            | Gf           | Gs           | G      | V      | N      | P      | Gf     | Gs     | DR  |
| ---------------- | ----- | ------- | ------- | ------- | ------- | ------- | ------- | ------------ | ------------ | ------------ | ------------ | ------------ | ------------ | ------ | ------ | ------ | ------ | ------ | ------ | --- |
| Premier League   | 72    | 19      | 11      | 5       | 3       | 31      | 16      | 19           | 9            | 7            | 3            | 37           | 21           | 38     | 20     | 12     | 6      | 68     | 37     | +31 |
| FA Cup           | -     | 5       | 4       | 0       | 1       | 13      | 4       | 1            | 0            | 1            | 0            | 0            | 0            | 6      | 4      | 1      | 1      | 13     | 4      | +9  |
| League Cup       | -     | 2       | 2       | 0       | 0       | 9       | 0       | 1            | 0            | 0            | 1            | 0            | 2            | 3      | 2      | 0      | 1      | 9      | 2      | +7  |
| Champions League | 11    | 7       | 5       | 1       | 1       | 14      | 3       | 7            | 2            | 2            | 3            | 9            | 8            | 14     | 7      | 3      | 4      | 23     | 11     | +14 |
| Totale           | -     | 33      | 22      | 6       | 5       | 67      | 23      | 28           | 11           | 10           | 7            | 46           | 31           | 61     | 33     | 16     | 12     | 113    | 54     | +59 |

#### Andamento in campionato
| Giornata  | 1 | 2  | 3 | 4 | 5 | 6 | 7 | 8 | 9 | 10 | 11 | 12 | 13 | 14 | 15 | 16 | 17 | 18 | 19 | 20 | 21 | 22 | 23 | 24 | 25 | 26 | 27 | 28 | 29 | 30 | 31 | 32 | 33 | 34 | 35 | 36 | 37 | 38 |
| --------- | - | -- | - | - | - | - | - | - | - | -- | -- | -- | -- | -- | -- | -- | -- | -- | -- | -- | -- | -- | -- | -- | -- | -- | -- | -- | -- | -- | -- | -- | -- | -- | -- | -- | -- | -- |
| Luogo     | C | T  | C | T | T | C | T | C | T | C  | T  | C  | C  | T  | T  | C  | T  | C  | T  | C  | C  | T  | T  | C  | T  | C  | C  | T  | C  | T  | C  | T  | T  | C  | T  | C  | T  | C  |
| Risultato | V | P  | V | V | V | P | N | V | V | N  | P  | V  | P  | P  | V  | V  | N  | N  | N  | V  | V  | V  | N  | N  | N  | N  | N  | V  | V  | V  | V  | V  | N  | V  | V  | P  | N  | V  |
| Posizione | 8 | 14 | 5 | 3 | 1 | 4 | 5 | 5 | 4 | 4  | 4  | 4  | 4  | 5  | 4  | 4  | 5  | 5  | 5  | 5  | 5  | 5  | 5  | 5  | 5  | 5  | 5  | 5  | 4  | 4  | 4  | 4  | 4  | 4  | 4  | 4  | 4  | 4  |

Fonte:  Premier League 2008-2009, su calcio.com.
Legenda:

Luogo: C = Casa; T = Trasferta. Risultato: V = Vittoria; N = Pareggio; P = Sconfitta.

### Statistiche dei giocatori
| Giocatore          | Premier League | Premier League | Premier League | Premier League | FA Cup   | FA Cup | FA Cup      | FA Cup     | Football League Cup | Football League Cup | Football League Cup | Football League Cup | UEFA Champions League | UEFA Champions League | UEFA Champions League | UEFA Champions League | Totale   | Totale | Totale      | Totale     |
| Giocatore          | Presenze       | Reti           | Ammonizioni    | Espulsioni     | Presenze | Reti   | Ammonizioni | Espulsioni | Presenze            | Reti                | Ammonizioni         | Espulsioni          | Presenze              | Reti                  | Ammonizioni           | Espulsioni            | Presenze | Reti   | Ammonizioni | Espulsioni |
| ------------------ | -------------- | -------------- | -------------- | -------------- | -------- | ------ | ----------- | ---------- | ------------------- | ------------------- | ------------------- | ------------------- | --------------------- | --------------------- | --------------------- | --------------------- | -------- | ------ | ----------- | ---------- |
| M. Almunia         | 32             | 0              | ?              | ?              | 0        | 0      | 0           | 0          | 0                   | 0                   | 0                   | 0                   | 12                    | 0                     | ?                     | ?                     | 44       | 0      | 0+          | 0+         |
| A. Diaby           | 24             | 3              | ?              | ?              | 5        | 0      | ?           | ?          | 0                   | 0                   | 0                   | 0                   | 7                     | 1                     | ?                     | ?                     | 36       | 4      | 0+          | 0+         |
| B. Sagna           | 35             | 0              | ?              | ?              | 5        | 0      | ?           | ?          | 0                   | 0                   | 0                   | 0                   | 9                     | 0                     | ?                     | ?                     | 49       | 0      | 0+          | 0+         |
| C. Fàbregas        | 22             | 3              | ?              | ?              | 1        | 0      | ?           | ?          | 0                   | 0                   | 0                   | 0                   | 10                    | 0                     | ?                     | ?                     | 33       | 3      | 0+          | 0+         |
| K. Touré           | 29             | 1              | ?              | ?              | 3        | 0      | ?           | ?          | 0                   | 0                   | 0                   | 0                   | 9                     | 0                     | ?                     | ?                     | 41       | 1      | 0+          | 0+         |
| T. Rosický         | 0              | 0              | 0              | 0              | 0        | 0      | 0           | 0          | 0                   | 0                   | 0                   | 0                   | 0                     | 0                     | 0                     | 0                     | 0        | 0      | 0           | 0          |
| S. Nasri           | 29             | 6              | ?              | ?              | 5        | 0      | ?           | ?          | 0                   | 0                   | 0                   | 0                   | 10                    | 1                     | ?                     | ?                     | 44       | 7      | 0+          | 0+         |
| Eduardo            | 0              | 0              | 0              | 0              | 2        | 3      | ?           | ?          | 0                   | 0                   | 0                   | 0                   | 2                     | 0                     | ?                     | ?                     | 4        | 3      | 0+          | 0+         |
| W. Gallas          | 23             | 2              | ?              | ?              | 4        | 1      | ?           | ?          | 0                   | 0                   | 0                   | 0                   | 9                     | 3                     | ?                     | ?                     | 36       | 6      | 0+          | 0+         |
| R. van Persie      | 28             | 11             | ?              | ?              | 6        | 4      | ?           | ?          | 0                   | 0                   | 0                   | 0                   | 10                    | 5                     | ?                     | ?                     | 44       | 20     | 0+          | 0+         |
| C. Vela            | 14             | 1              | ?              | ?              | 4        | 1      | ?           | ?          | 3                   | 4                   | ?                   | ?                   | 8                     | 0                     | ?                     | ?                     | 29       | 6      | ?           | ?          |
| T. Walcott         | 22             | 2              | ?              | ?              | 3        | 1      | ?           | ?          | 0                   | 0                   | 0                   | 0                   | 10                    | 3                     | ?                     | ?                     | 35       | 6      | 0+          | 0+         |
| D. Pereira Neves   | 37             | 3              | ?              | ?              | 2        | 0      | ?           | ?          | 0                   | 0                   | 0                   | 0                   | 12                    | 0                     | ?                     | ?                     | 51       | 3      | 0+          | 0+         |
| A. Ramsey          | 9              | 0              | ?              | ?              | 4        | 0      | ?           | ?          | 3                   | 0                   | ?                   | ?                   | 6                     | 1                     | ?                     | ?                     | 22       | 1      | ?           | ?          |
| A. Song            | 31             | 1              | ?              | ?              | 4        | 0      | ?           | ?          | 2                   | 0                   | ?                   | ?                   | 11                    | 1                     | ?                     | ?                     | 48       | 2      | ?           | ?          |
| M. Silvestre       | 14             | 2              | ?              | ?              | 2        | 0      | ?           | ?          | 1                   | 0                   | ?                   | ?                   | 6                     | 0                     | ?                     | ?                     | 23       | 2      | ?           | ?          |
| J. Wilshere        | 1              | 0              | ?              | ?              | 2        | 0      | ?           | ?          | 3                   | 1                   | ?                   | ?                   | 2                     | 0                     | ?                     | ?                     | 8        | 1      | ?           | ?          |
| J. Djourou         | 15             | 0              | ?              | ?              | 4        | 0      | ?           | ?          | 2                   | 0                   | ?                   | ?                   | 8                     | 0                     | ?                     | ?                     | 29       | 0      | ?           | ?          |
| Ł. Fabiański       | 6              | 0              | ?              | ?              | 6        | 0      | ?           | ?          | 3                   | 0                   | ?                   | ?                   | 3                     | 0                     | ?                     | ?                     | 18       | 0      | ?           | ?          |
| G. Clichy          | 31             | 1              | ?              | ?              | 0        | 0      | 0           | 0          | 0                   | 0                   | 0                   | 0                   | 10                    | 0                     | ?                     | ?                     | 41       | 1      | 0+          | 0+         |
| A. Aršavin         | 12             | 6              | ?              | ?              | 3        | 0      | ?           | ?          | 0                   | 0                   | 0                   | 0                   | 0                     | 0                     | 0                     | 0                     | 15       | 6      | 0+          | 0+         |
| V. Mannone         | 1              | 0              | ?              | ?              | 0        | 0      | 0           | 0          | 0                   | 0                   | 0                   | 0                   | 0                     | 0                     | 0                     | 0                     | 1        | 0      | 0+          | 0+         |
| E. Adebayor        | 26             | 10             | ?              | ?              | 2        | 0      | ?           | ?          | 0                   | 0                   | 0                   | 0                   | 9                     | 6                     | ?                     | ?                     | 37       | 16     | 0+          | 0+         |
| N. Bendtner        | 32             | 9              | ?              | ?              | 5        | 1      | ?           | ?          | 2                   | 2                   | ?                   | ?                   | 12                    | 2                     | ?                     | ?                     | 51       | 14     | ?           | ?          |
| E. Eboué           | 28             | 3              | ?              | ?              | 5        | 1      | ?           | ?          | 0                   | 0                   | 0                   | 0                   | 11                    | 0                     | ?                     | ?                     | 44       | 4      | 0+          | 0+         |
| A. Bischoff        | 1              | 0              | ?              | ?              | 1        | 0      | ?           | ?          | 2                   | 0                   | ?                   | ?                   | 0                     | 0                     | 0                     | 0                     | 4        | 0      | 0+          | 0+         |
| F. Coquelin        | 0              | 0              | 0              | 0              | 0        | 0      | 0           | 0          | 1                   | 0                   | ?                   | ?                   | 0                     | 0                     | 0                     | 0                     | 1        | 0      | 0+          | 0+         |
| R. Fonte           | 0              | 0              | 0              | 0              | 0        | 0      | 0           | 0          | 1                   | 0                   | ?                   | ?                   | 0                     | 0                     | 0                     | 0                     | 1        | 0      | 0+          | 0+         |
| K. Gibbs           | 8              | 0              | ?              | ?              | 6        | 0      | ?           | ?          | 3                   | 0                   | ?                   | ?                   | 4                     | 0                     | ?                     | ?                     | 21       | 0      | ?           | ?          |
| G. Hoyte           | 1              | 0              | ?              | ?              | 0        | 0      | 0           | 0          | 3                   | 0                   | ?                   | ?                   | 0                     | 0                     | 0                     | 0                     | 4        | 0      | 0+          | 0+         |
| H. Lansbury        | 0              | 0              | 0              | 0              | 0        | 0      | 0           | 0          | 3                   | 0                   | ?                   | ?                   | 0                     | 0                     | 0                     | 0                     | 3        | 0      | 0+          | 0+         |
| F. Mérida          | 2              | 0              | ?              | ?              | 0        | 0      | 0           | 0          | 3                   | 0                   | ?                   | ?                   | 0                     | 0                     | 0                     | 0                     | 5        | 0      | 0+          | 0+         |
| M. Leonard Randall | 1              | 0              | ?              | ?              | 0        | 0      | 0           | 0          | 3                   | 0                   | ?                   | ?                   | 2                     | 0                     | ?                     | ?                     | 6        | 0      | 0+          | 0+         |
| P. Rodgers         | 0              | 0              | 0              | 0              | 0        | 0      | 0           | 0          | 1                   | 0                   | ?                   | ?                   | 0                     | 0                     | 0                     | 0                     | 1        | 0      | 0+          | 0+         |
| J. Simpson         | 0              | 0              | 0              | 0              | 0        | 0      | 0           | 0          | 3                   | 2                   | ?                   | ?                   | 0                     | 0                     | 0                     | 0                     | 3        | 2      | 0+          | 0+         |